# MiMi
MiMi（ミミ、本名：橋爪 道子〈はしづめ みちこ〉、1976年2月29日 - ）は、日本のハンマーダルシマー奏者。国立音楽大学付属高等学校・国立音楽大学器楽学科ピアノ科卒業。

## 略歴
在学中から数年にかけて渡英、St.Clare's OxfordにてGEC修了。帰国後、英会話講師としてヤマハに勤務。ヤマハミュージックリテイリング横浜・スガナミ楽器楽器にてハンマーダルシマー教室を開催、講師として勤務。
2009年ピアノデュオ・ユニットродина（ロージナ）結成。同年に国内でハンマーダルシマーを知り、ダスティストリングス社の D300を個人輸入、独学で演奏を習得し本格的にプロハンマーダルシマー奏者として音楽活動を開始する。
典型的なアイリッシュチューンにこだわらず、クラシック・オペラ・ジャズ・英語音楽・アニメ・ゲーム音楽など幅広いジャンルの楽曲を演奏。
ハンマーダルシマーの奏法としては珍しいトレモロを駆使し、その奏法は海外の演奏家から「MiMi Roll」と呼ばれ、ハンマーダルシマーでメロディーを奏でるパイオニアとしての地位を確立している。
国内外のミュージシャン達との交流も深く、定期公演を始め全国各地の様々なライブイベントに出演している。数多くのテレビドラマや映画、アニメなどのBGM劇伴レコーディングにも参加しており、第68回NHK紅白歌合戦にてSEKAI NO OWARIのサポート演奏や「おんがく交差点」「シューイチ」など、TV・ラジオなどのメディアへの出演も多数。
- シーランド公国公認女男爵　Baroness Michiko MiMi HASHIZUME of The Principality Of Sealand[要出典]

## 出演
- 2015年5月 日テレ系「ぶらり途中下車の旅」
- 2016年12月 TBS「一万人の第九 理由ありクラシック」
- 2017年1月 日テレ「シューイチ」
- 2017年12月「第68回NHK紅白歌合戦」SEKAI NO OWARIサポート出演
- 2018年4月「角川映画シネマ・コンサート」大野雄二率いるSUKEKIYO-Orchestraにゲスト出演。
- 2018年5月 BSジャパン「おんがく交差点」
- 2019年12月 日テレ「シューイチ」
- 2020年 BSテレ東「おんがく交差点」
- 2021年〜 紺野美沙子の朗読座「さがりばな」音楽担当

## ディスコグラフィ
- 『Like a Flow of the River〜川の流れのように〜』（Hammered Dulcimer MiMi）
- 『Hammerism』（Hammerrites）
- 『Hammered Dulcimer & Guitar Duet 』（MiMi & Blacko）
- 『Mix moja』（Mojastix）
- 『うたうトレモロ〜Basking in the Tremolo』（родина、MAKANAI RECORDS、2024年）
- 『GLORIA』（3duls、MAKANAI RECORDS、2024年）

## 音楽レコーディング参加作品
- NHK正月時代劇「家康、江戸を建てる」
- 伊藤潤二『コレクション』「緩やかな別れ」
- アニメ映画「バースデー・ワンダーランド」
- アニメ「ダイの大冒険」「呪術廻戦」アニメ「勇者パーティーを追放されたビーストテイマー、最強種の猫耳少女と出会う」「真の仲間じゃないと勇者のパーティーを追い出されたので、辺境でスローライフすることにしました」「異世界失格」「杖と剣のウィストリア」「青のミブロ」
- BS時代劇「明治開化　新十郎探偵帖」
- NHK大河ドラマ「青天を衝け」
- ドラマ「新空港占拠」

他　多数

## 参加ユニット
- родина〜ロージナ〜
  - ピアノデュオ×ハンマーダルシマー - ピアニスト竹村夕子とハンマーダルシマーMiMiのユニット。迫力のピアノ連弾と癒しのハンマーダルシマーの、エンターテイメント性の高いコンサートで好評を博している。
- SREE（スリー）ハンマーダルシマートリオ
  - ハンマーダルシマー MiMi / ギターBlacko /パーカッション rinamame によるパワフルワールドミュージックトリオ。世界各国の伝統音楽やポピュラー音楽をユニークなアレンジと迫力のパフォーマンスで魅せる。
- 3duls（サンダルズ）
  - ハンマーダルシマーアンサンブル。関東を代表するハンマーダルシマー奏者MiMi/Sa-ya/Nori の3名によるアンサンブルトリオ。絢爛豪華なアレンジで奏でるクラシックオーケストラの名曲や、ジブリ・ディズニーなどのアニメ映画曲など楽しいレパートリーで全国で演奏活動中。
- バロックデュオ　ハンマーダルシマー&チェンバロ
  - チェンバロ奏者山角倫代とハンマーダルシマーMiMiによる2台の古典民族楽器で奏でる珠玉のバロック音楽の数々。
- ハンマーダルシマーjazzバンド
  - ハンマーダルシマーMiMi、ピアノ井上道乃、パーカッション熊谷仁志、ベース新沼大典によるハンマーダルシマージャズバンド。